# Élections municipales de 1977 à Rennes
Pour un article plus général, voir Élections municipales françaises de 1977.
Les élections municipales ont lieu les 13 et 20 mars 1977 à Rennes.

## Candidats
| Liste | Liste                                           | Partis             | Tête de liste       |
| ----- | ----------------------------------------------- | ------------------ | ------------------- |
|       | Rennes vivre ensemble                           | RI-CDS-RPR         | Jean-Pierre Chaudet |
|       | Changeons Rennes ensemble                       | PS-PCF-MRG-UDB-UJP | Edmond Hervé        |
|       | Pour le socialisme, le pouvoir aux travailleurs | LO-LCR-OCT         | Raymond Madec       |
|       | Rennes pour l’autogestion socialiste            | PSU-AT             | Daniel Martin       |
|       | Unité ouvrière et populaire                     | EXG                | Christian Le Moënne |

## Résultats
- Maire sortant : Henri Fréville (CDS)
- 43 sièges à pourvoir au conseil municipal (population légale 1975 : 198 305 habitants)

|                                                 |                     |                    |              |              |             |             |        |        |  |
| Tête de liste                                   | Tête de liste       | Liste              | Premier tour | Premier tour | Second tour | Second tour | Sièges | Sièges |  |
| Tête de liste                                   | Tête de liste       | Liste              | Voix         | %            | Voix        | %           | CM     |        |  |
|                                                 | Edmond Hervé        | PS-PCF-MRG-UDB-UJP | 36 161       | 48,57        | 44 578      | 55,85       | 43     |        |  |
| Changeons Rennes ensemble                       |                     |                    | 36 161       | 48,57        | 44 578      | 55,85       | 43     |        |  |
|                                                 | Jean-Pierre Chaudet | RI-CDS-RPR         | 31 593       | 42,43        | 35 235      | 44,15       |        |        |  |
| Rennes vivre ensemble                           |                     |                    | 31 593       | 42,43        | 35 235      | 44,15       |        |        |  |
|                                                 | Daniel Martin       | PSU-AT             | 3 967        | 5,33         |             |             |        |        |  |
| Rennes pour l’autogestion socialiste            |                     |                    | 3 967        | 5,33         |             |             |        |        |  |
|                                                 | Raymond Madec       | LO-LCR-OCT         | 1 699        | 2,28         |             |             |        |        |  |
| Pour le socialisme, le pouvoir aux travailleurs |                     |                    | 1 699        | 2,28         |             |             |        |        |  |
|                                                 | Christian Le Moënne | EXG (Maoïste)      | 1 030        | 1,39         |             |             |        |        |  |
| Liste d'unité ouvrière et populaire             |                     |                    | 1 030        | 1,39         |             |             |        |        |  |
|                                                 |                     |                    |              |              |             |             |        |        |  |
| Inscrits                                        | Inscrits            | Inscrits           | 103 605      | 100,00       | 103 218     | 100,00      |        |        |  |
| Abstentions                                     | Abstentions         | Abstentions        | 27 575       | 26,62        | 22 286      | 21,59       |        |        |  |
| Votants                                         | Votants             | Votants            | 76 030       | 73,38        | 80 932      | 78,41       |        |        |  |
| Nuls                                            | Nuls                | Nuls               | 1 579        | 1,52         | 1 119       | 1,08        |        |        |  |
| Exprimés                                        | Exprimés            | Exprimés           | 74 451       | 71,86        | 79 813      | 77,32       |        |        |  |